# Walenty Strużyk
Walenty Strużyk (ur. 9 lutego 1896 w Obozowie koło Olkusza, zm. 13 lutego 1945 w Wielbokach) – podoficer Legionów Polskich, Wojska Polskiego w II Rzeczypospolitej i ludowego Wojska Polskiego, kawaler Orderu Virtuti Militari.

## Życiorys
Walenty Strużyk (Struzik) urodził się w rodzinie Michała i Małgorzaty.
Absolwent szkoły powszechnej i kursów młynarskich.
W 1914 wstąpił do Legionów Polskich. W składzie 1 pułku piechoty walczył pod Krzywopłotami. Po kryzysie przysięgowym był internowany.  
W 1918 wstąpił do odrodzonego Wojska Polskiego i otrzymał przydział do szwadronu ciężkich karabinów maszynowych 1 pułku Ułanów Krechowieckich. W okresie wojny polsko bolszewickiej, dowodząc plutonem ckm,  pod Chołujewem umiejętnie bronił placówki i skutecznie odpierał ataki wielokrotnie liczniejszych oddziałów Budionnego. 
Za bohaterstwo w walce odznaczony został Krzyżem Srebrnym Orderu Virtuti Militari.
Po wojnie został zdemobilizowany. Zamieszkał w Osadzie Krechowieckiej. W kwietniu 1940 deportowany w głąb Związku Radzieckiego. 
W 1944 powołany do ludowego Wojska Polskiego.
Walczył w składzie 1 Armii Wojska Polskiego. Poległ w czasie walk o przełamanie Wału Pomorskiego. Pochowany na cmentarzu wojskowym w Drawsku Pomorskim. 
Był żonaty z Anną z Dybuchów; dzieci: Kazimiera, Lucjan, Henryka, Albin, Bolesław, Józef, Kazimierz i Stanisław.

## Ordery i odznaczenia
- Krzyż Srebrny Orderu Virtuti Militari (nr 2590)[1]
- Krzyż Niepodległości[3]
- Krzyż Walecznych (trzykrotnie)[3]